# DFW R.III
DFW R.III là một loại máy bay ném bom của Đế quốc Đức trong Chiến tranh thế giới I, nhưng chưa được sản xuất, nó mới chỉ dừng lại ở đề án, và đề án đã bị hủy bỏ khi chiến tranh kết thúc.

## Tính năng kỹ chiến thuật (theo thiết kế)
Đặc điểm tổng quát
- Chiều dài: 25.00 m (82 ft 0 in)
- Sải cánh: 53.50 m (175 ft 6 in)
- Chiều cao: 8.78 m (28 ft 10 in)
- Powerplant: 8 × Mercedes D.IVa, 194 kW (260 hp) mỗi chiêc

Vũ khí trang bị
- 8 × súng máy
- 2.500 kg (5.500 lb) bom